# Huon de Cambrai
Huon de Cambrai (auch: Huon Le Roi; * 13. Jahrhundert in Cambrai; † 13. oder 14. Jahrhundert) war ein französischer Dichter.

## Leben und Werk
Huon de Cambrai (auch: Huon Le Roi oder Huon Le Roi, de Cambrai) ist nur durch seine Werke bekannt. Ob es sich in allen Fällen um dieselbe Person handelt, ist nicht gesichert. Die Bezeichnung Le Roi wird allgemein im Sinne von „König der Spielleute“ interpretiert. Um die Herausgabe seiner Werke hat sich besonders Arthur Långfors verdient gemacht.
Huons bedeutendstes Werk ist Le vair palefroi (Der bunte Zelter), das gattungsmäßig zwischen Fabliau, Lai und Novelle steht. Die Handlung steht im Zeichen der Konflikte zwischen reich und arm sowie zwischen alt und jung, wobei die Greise erhebliche Macht verkörpern.

## Werke (Auswahl)
- Le vair palefroi, avec deux versions de La male honte par Huon de Cambrai et par Guillaume, fabliaux du XIIIe siècle, édités par Arthur Långfors. Paris, Champion, Paris 1927.
  - (neufranzösisch) Le vair palefroi, conte courtois du XIIIe siècle. Traduction en français moderne par Jean Dufournet. Champion, Paris 1977.
  - (altfranzösisch und neufranzösisch) Le vair palefroi. Édition bilingue. Publication, traduction, présentation et notes par Jean Dufournet. Paris, Champion, Paris 2010.
  - (altfranzösisch und neufranzösisch) Le Vair Palefroi. In: Lais du Moyen Âge. Récits de Marie de France et d’autres auteurs, XIIe–XIIIe siècle. Édition bilingue publiée sous la direction de Philippe Walter, avec la collaboration de Lucie Kaempfer, Ásdís R. Magnúsdóttir et Karin Ueltschi, Paris, Gallimard, Paris 2018, S. 913–978 und 1344–1352. (Bibliothèque de la Pléiade, 636).
  - (deutsch) Der bunte Zelter von Hüon dem Spielmannskönig. In: Spielmannsbuch. Novellen in Versen aus dem zwölften und dreizehnten Jahrhundert, übertragen von Wilhelm Hertz. Vierte Auflage. Cotta, Stuttgart und Berlin 1912, S. 201–217 und 411–415.
- La vie de saint Quentin par Huon le Roi de Cambrai, publiée pour la première fois par Artur Långfors et Werner Söderhjelm. Helsingfors 1909. (4000 Verse, König Philipp III. gewidmet)
- Li regres Nostre Dame par Huon le Roi de Cambrai, publié d’après tous les manuscrits connus par Artur Långfors. Champion, Paris 1907. (Mitte des 13. Jahrhunderts)
- Li abecés par ekivoche et li significations des lettres par Huon le Roi de Cambrai. Édition critique par Artur Långfors. Helsinki 1911. (moralisierendes Spiel mit dem Symbolwert der Buchstaben)
- Œuvres, éditées par Arthur Långfors. 1. Champion, Paris 1925.
  - ABC. = Li abecés 1911
  - Ave Maria. (Paraphrase der Verkündigung des Herrn)
  - La descrissions des relegions. (kritische Begutachtung der Mönchsorden)